# Oliver Sacks
Oliver Wolf Sacks, CBE (London, 1933. július 9. – New York, 2015. augusztus 30.), brit származású amerikai neurológus és író.
A neurológia és a pszichiátria professzora volt a New York Egyetem Orvostudományi karán, korábban (2007–2012) a Columbia Egyetemen, ahol a Columbia Artist címet is birtokolta. Még korábban több évet töltött a Yeshiva Egyetem Albert Einstein College of Medicine klinikai karán. Sacks több bestseller írója volt, melyek közül jó néhány neurológiai rendellenességektől szenvedő emberek esettanulmánya. Az 1973-ban megjelent Ébredések (Awakenings) című könyvéből azonos című, Oscar-díjra jelölt filmadaptáció is készült 1990-ben Robin Williams és Robert De Niro főszereplésével. Továbbá ő és a Musicophilia: Tales of Music and the Brain című könyve voltak a PBS-en futó Nova című sorozat Musical Minds című epizódjának témája.

## Fiatalsága és tanulmányai
Sacks egy észak-londoni zsidó pár negyedik gyermeke volt. Édesapja Samuel Sacks belgyógyász, édesanyja pedig Muriel Elsie Landau, Anglia első női sebészeinek egyike. Sacksnak kiterjedt rokonsága van, unokatestvérei közé tartozik többek között az izraeli államférfi Abba Eban, az író és rendező Jonathan Lynn, és a közgazdász Robert Aumann. Hatéves korában őt és Michael nevű bátyját evakuálták Londonból, hogy megmentsék őket a német bombázásoktól. Egy közép-angliai bentlakásos iskolába küldték, és ott is maradt 1943-ig. Az Uncle Tungsten című emlékiratában említi, hogy fiatal korában lelkes amatőr vegyész volt. Mivel osztotta szülei lelkesedését a gyógyászat iránt, 1951-ben beiratkozott a The Queen’s College-ba az Oxfordi Egyetemen, ahol 1954-ben fejezte be a Bachelor of Arts (BA) képzést fiziológia, és biológia szakon. 1958-ban ugyanebben az intézményben kezdte meg a Master of Arts (MA) tanulmányait, ahol sebészként végzett, így orvosi képesítést szerzett. A San Fransiscó-i Mt. Zion kórházban, és a UCLA-n töltötte rezidens éveit.

## Pályafutása

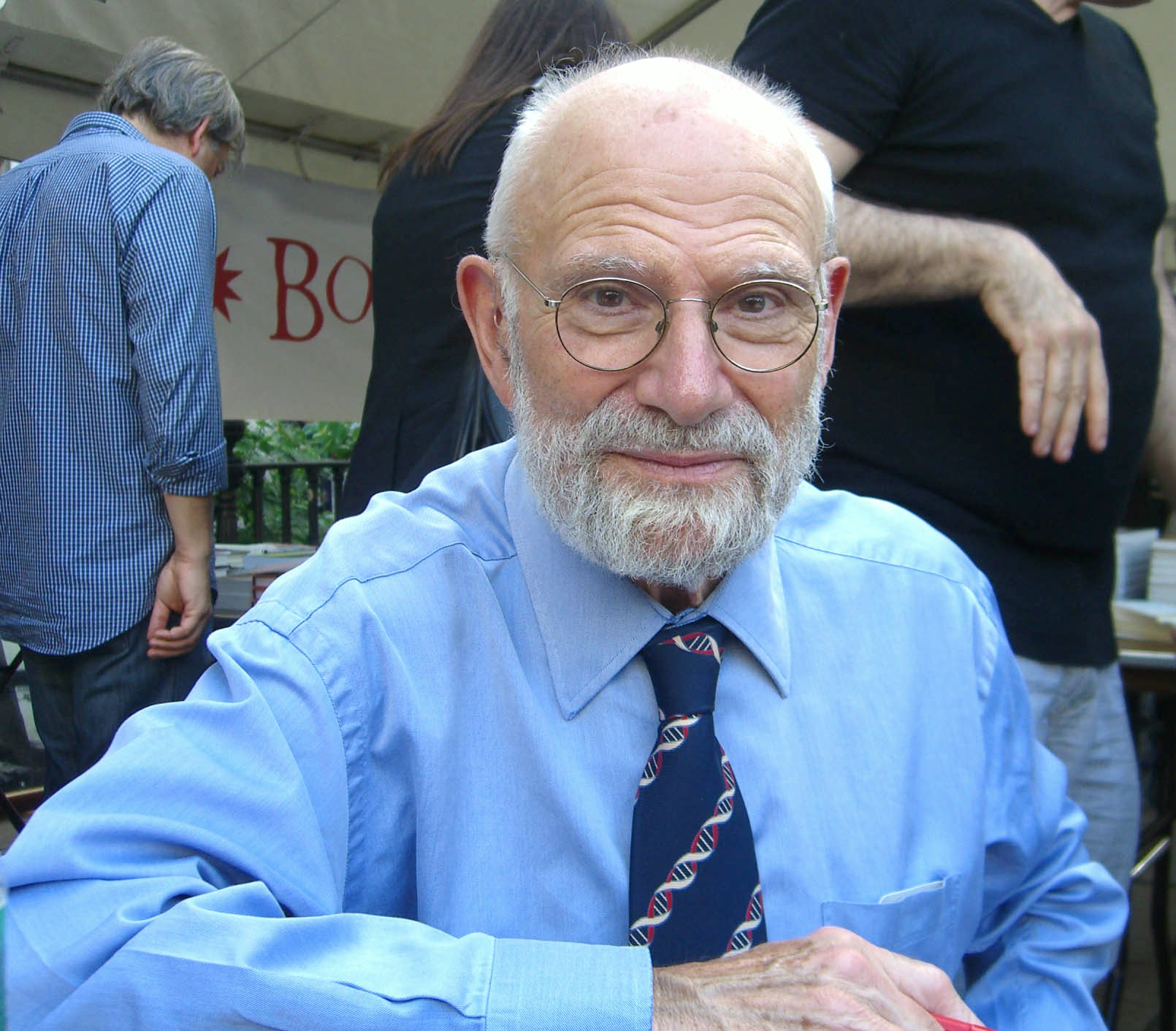
Oliver Sacks

Miután megszerezte brit orvosi besorolásának amerikai megfelelőjét, Sacks New Yorkba költözött, ahol 1965-től élt és praktizált neurológusként. 1966-ban kezdett konzultálni a Beth Abraham kórház krónikus beteg osztályán. Itt egy, az 1920-as évek encephalitis lethargica (első leírója, Constantin von Economo után hívják von Economo betegségnek is) járványát túlélő csoportjával dolgozott, melynek tagjai már évtizedek óta képtelenek voltak egyedül mozogni. Ezek a betegek, és az ő kezelésük volt Awakenings című könyvének alapja.
Sacks oktatóként, majd neurológus klinikai professzorként dolgozott az Albert Einstein College of Medicine-ben 1966-tól 2007-ig; a New York University orvosi karán is volt egy állása 1999-től 2007-ig. 2007 júliusában a neurológia és a pszichiátria professzoraként csatlakozott a Columbia University orvosi központjának fakultásához. Ugyanekkor az egyetem Morningside kampusza elsőként ítélte neki a Columbia University Artist címet, felismerve munkáját és szerepét a művészetek és tudományok áthidalása között.
1966 óta Sacks jó néhány, a Little Sisters of the Poor által üzemeltetett ápoló otthonban dolgozott mint neurológiai konzulens, és 1966-tól 1991-ig ugyanebben a titulusban működött a Bronx State kórházban.
A Beth Abraham kórházban végzett munkája segített megteremteni azt az alapot, melyre a Music and Neurologic Function (IMNF) épül, és melynek Sacks jelenleg tiszteletbeli orvosi tanácsadója. 2000-ben az IMNF Music Has Power díjjal elsőként tüntette ki. 2006-ban újra megkapta ezt az elismerést, hogy megemlékezzenek “a Beth Abrahamben eltöltött 40 évéről, és tisztelegjünk kiemelkedő hozzájárulása előtt a zeneterápia, és a zene emberi agyra és elmére gyakorolt hatásának támogatásában.”
Sacks később a Little Sisters of the Poor neurológiai konzulense volt, és fenntartotta praxisát New Yorkban. A The Neurosciences Institute, és a New York Botanical Garden bizottságaiban is közreműködött.

## Irodalmi munkássága
Oliver Sacks 1970 óta írt könyveket a neurológiai pácienseivel való tapasztalatairól. Írásait több mint huszonöt nyelvre fordították le. Könyvei mellett Sacks rendszeresen publikált a The New Yorkerben, és a The New York Review of Booksban, és más orvosi, tudományos, és általános kiadványokban.
Sacks munkája már “szélesebb körű médiában szerepelt, mint bármely más orvosé aki ír is”, 1990-ben pedig a New York Times azt írta róla, hogy “a mai orvostudomány egyfajta udvari költőjévé vált”. Leírásai az emberekről, akik megbirkóznak és alkalmazkodnak neurológiai feltételekhez vagy sérülésekhez, gyakran rávilágít arra, hogy a normál agy hogyan foglalkozik az észleléssel, emlékezettel, és egyéniséggel.
Sacks úgy vélte, hogy írói stílusa a XIX. századi “klinikai anekdoták” műfajából nőtte ki magát, egy olyan irodalmi stílusból, mely részletes esettanulmányokat tartalmazott. Inspirációi közé számította az orosz A. R. Luria esettanulmányait is.
Sacks gazdag narratív részletességgel írja le eseteit, a beteg tapasztalataira összpontosítva (a The Leg to Stand On esetében ő maga volt a páciens). A betegek akikről ír gyakran képesek különböző módon alkalmazkodni a helyzetükhöz annak ellenére, hogy állapotuk az általános vélekedés szerint gyógyíthatatlan. Leghíresebb könyve az Awakenings, az L-Dopa nevű új gyógyszerrel való tapasztalatait írja le a Beth Abrahamben lévő post-encephalitic páciensekkel. Ez a könyv volt a brit televízió Discovery című sorozatának számára készült első dokumentumfilm (1974) tárgya is.
A többi könyvében Tourette szindrómás és Parkinson kóros esetekről, és a betegségek hatásáról is írt. A The Man Who Mistook His Wife for a Hat névadó története egy vizuális agnóziás férfiről szól, ami egy 1986-os Michael Nyman opera témája volt. Az An Antropologist on Mars névadó története Temple Grandinről, egy high-functioning autista professzorról szól, és megnyerte a Polk díjat magazin tudósításért. A Seeing Voices, Sacks 1989-es könyve különböző témákat ölel fel süket emberek vizsgálatáról.
A The Island of the Colorblind című könyvében Sacks a guami Chamorro emberekről ír, akiknél nagyon magas a Lytico-bodig nevű neurodegeneratív betegség aránya (az Amiotrófiás laterálszklerózis és a parkinzonizmus pusztító kombinációja). Paul Cox-szal publikált, és arra jutottak, hogy elképzelhető, hogy ez egy környezeti hatás miatt van, egész pontosan a beta-methylamino L-alanin (BMAA) nevű méreg miatt, mely a cycad mogyoróban halmozódik fel a repülő róka denevér biomagnifikációja által.
Sacks néha szembekerült az orvosi és rokkantsági vizsgálati közösségek kritikáival. Az 1970-es 1980-as években az Awakenings című könyv, és a benne szereplő betegek sok kritikát kaptak, vagy figyelmen kívül hagyták őket a legtöbb egészségügyi létesítményben azzal az indokkal, hogy Sacks munkájának alapja nem a mennyiségi, double-blind tanulmányi modell volt. Beszámolóját az autista savantok képességeiről a kutató Makoto Yamaguchi megkérdőjelezte, és Daniel Tammet egyetértett vele. Yamaguchi szerint Sacks matematikai magyarázatai is irrelevánsok. Arthur K. Shapiro – akit a “modern tic zavar kutatás apjának” neveznek – úgy válaszolt Sacks híresség státuszára és arra, hogy az ő irodalmi alkotásai népszerűbbek lettek, mint saját orvosi publikációi, hogy “ő egy sokkal jobb író, mint orvos.” Howard Kushner az A Cursing Brain? The histories of Tourette Syndrome című művében azt írja, hogy Shapiro “saját gondos klinikai munkáját állította szembe Sacks a szokásostól eltérő, anekdotikus megközelítésével egy klinikai vizsgálathoz”.
Tartósabb volt a kritikai a politikai és etikai állásfoglalásai miatt. Bár sokan jellemzik Sacksot “könyörületes” íróként és doktorként, mások úgy érzik, hogy csak használta az alanyokat. Egy brit akadémikus, és fogyatékossági jogi aktivista, Tom Shakespeare azt mondta róla, hogy “összetévesztette a betegeit az irodalmi pályafutásával”, egy másik kritikus pedig “értelmiségi dili-műsorként” aposztrofálta munkáját. Ilyen kritikák után Bill Murray Sacks karikatúráját játszotta a The Royal Tenenbaums című filmben. Sacks azonban kijelentette: “Remélem az írásom olvasata tiszteletet és megbecsülést mutat, nem pedig kiállítást, vagy valami bemutatót az öröm kedvéért”, majd felsóhajtott, “de ez egy kényes üzlet.”

## Betegsége és halála
2015 februárjában tudta meg, hogy a szemén talált ritka melanóma, amit először 2005-ben diagnosztizáltak, áttéteket okozott a máján. Erről a Saját életem című esszéjében írt, amely a New York Times 2015. február 19-i számában jelent meg. Az olvasók ebből tudták meg, hogy gyógyíthatatlan rákban szenved, és csak hónapjai lehetnek hátra. A halála előtti hónapokban számos esszét publikált. Utolsó munkája, a Sabbath halála előtt két héttel, augusztus 14-én jelent meg a New York Timesban. Augusztus 30-án New York-i otthonában halt meg.

## Elismerései, emlékezete
Sacks 1996 óta volt tagja a The American Academy of Arts and Letters-nek (Literature). 1999-ben a Fellow of the New York Academy of Sciences tagja lett. Ugyanebben az évben a Honorary Fellow at The Queen's College, Oxford-nak is tagja lett. 2002-ben a Fellow of the American Academy of Arts and Sciences (Class IV–Humanities and Arts, Section 4–Literature) tagja lett. 2001-ben ő kapta a Lewis Thomas Prize by Rockefeller University díjat.
Sacksnak tiszteletbeli doktorátust adományozott a College of Staten Island (1991), Tufts University (1991), New York Medical College (1991), Georgetown University (1992), Medical College of Pennsylvania (1992), Bard College (1992), Queen's University (Ontario) (2001), Gallaudet University (2005), University of Oxford (2005), Pontificia Universidad Católica del Perú (2006), és a Cold Spring Harbor Laboratory (2008). Az Oxford University 2005 nyarán a civil jogok doktorának járó diplomával tüntette ki.
Sacks a 2008-as A Királynő Születésnapi Kitüntetései alkalmával a Commander of the Order of the British Empire (CBE) címet kapta.
A 2003-ban felfedezett, 3,2 kilométer átmérőjű aszteroida, a 84928 Oliversacks az ő tiszteletére lett elnevezve.

## Művei
- 1970 – Migraine
- 1973 – Awakenings – Ébredések; fordította: Csörögi István, Faludi Endre; Interjú, Budapest, 1991
- 1984 – A Leg to Stand On – Fél lábbal a földön; fordította: Széky János; Park, Budapest, 2006[57]
- 1985 – The Man Who Mistook His Wife for a Hat – A férfi, aki kalapnak nézte a feleségét – és más orvosi történetek; fordította: Fenyves Katalin, Kis Anna, Rupp Anikó, Vajda Róza; Park, Budapest, 2004
- 1989 – Seeing Voices: A Journey Into the World of the Deaf – Hangokat látok. Utazás a siketek világába; fordította: Ungár Nóra; Magyar Jelnyelvi Programiroda – Fogyatékosok Esélye Közalapítvány, Budapest, 2005 (Jelnyelvi tolmácsképzés sorozat)
- 1995 – An Anthropologist on Mars – Antropológus a Marson; fordította: Racsmány Mihály, Osiris, Budapest, 1999 (Osiris könyvtár. Pszichológia)
- 1997 – The Island of the Colorblind
- 2001 – Uncle Tungsten: Memories of a Chemical Boyhood
- 2002 – Oaxaca Journal
- 2007 – Musicophilia: Tales of Music and the Brain – Zenebolondok. Mesék a zenéről és az agyról; fordította: Bobák Orsolya; Akadémiai, Budapest, 2010 (Az elme kerekei)
- 2010 – The Mind's Eye – Az elme szeme; fordította: Bobák Orsolya; Akadémiai, Budapest, 2011 (Az elme kerekei)
- 2012 – Hallucinations – Hallucinációk; fordította: Márton Róza Krisztina; Akadémiai, Budapest, 2013 (Az elme kerekei)
- 2015 – On the Move: A Life – Mozgásban. Egy élet; fordította: Ízing Róbert; HVG Könyvek, Budapest, 2017
- 2015 – Gratitude – Hála; fordította: Dedinszky Zsófia; Park, Budapest, 2017
- Első szerelmek és utolsó történetek; ford. Pétersz Tamás; HVG Könyvek, Bp., 2020
- A férfi, aki kalapnak nézte a feleségét és más orvosi történetek; 6. jav. kiad.; Park, Bp., 2022

### Magyarul a megjelenés sorrendjében
- Ébredések; ford. Csörögi István, Faludi Endre, Interjú, Bp., 1991
- Antropológus a Marson; ford. Racsmány Mihály, Osiris, Bp., 1999 (Osiris könyvtár. Pszichológia)
- A férfi, aki kalapnak nézte a feleségét és más orvosi történetek; ford. Fenyves Katalin et al.; Park, Bp., 2004
- Hangokat látok. Utazás a siketek világába; ford. Ungár Nóra; Magyar Jelnyelvi Programiroda – Fogyatékosok Esélye Közalapítvány, Bp., 2005 (Jelnyelvi tolmácsképzés sorozat)
- Fél lábbal a földön; ford. Széky János; Park, Bp., 2006
- Zenebolondok. Mesék a zenéről és az agyról; ford. Bobák Orsolya; Akadémiai, Bp., 2010 (Az elme kerekei)
- Az elme szeme; ford. Bobák Orsolya; Akadémiai, Bp., 2011 (Az elme kerekei)
- Hallucinációk; ford. Márton Róza Krisztina; Akadémiai, Bp., 2013 (Az elme kerekei)
- Hála; ford. Dedinszky Zsófia; Park, Bp., 2017
- Mozgásban. Egy élet; ford. Ízing Róbert; HVG Könyvek, Bp., 2017
- Első szerelmek és utolsó történetek; ford. Pétersz Tamás; HVG Könyvek, Bp., 2020
- A férfi, aki kalapnak nézte a feleségét és más orvosi történetek; ford. Fenyves Katalin et al.; 6. jav. kiad.; Park, Bp., 2022